# Berezniaki (obwód brzeski)
Berezniaki (biał. Беразнякі, Bierazniaki; ros. Березняки, Bieriezniaki) – wieś na Białorusi, w obwodzie brzeskim, w rejonie kamienieckim, w sielsowiecie Peliszcze.

## Historia
W dwudziestoleciu międzywojennym leżały w Polsce, w województwie poleskim, w powiecie brzeskim, w gminie Kamieniec Litewski. W 1921 miejscowość liczyła 74 mieszkańców, zamieszkałych w 16 budynkach, w tym 56 Białorusinów i 18 Polaków. 58 mieszkańców było wyznania prawosławnego i 16 rzymskokatolickiego.
Po II wojnie światowej w granicach Związku Sowieckiego. Od 1991 w niepodległej Białorusi.